# 世界バドミントン連盟
世界バドミントン連盟、略称BWF（英: Badminton World Federation）は、バドミントンの国際競技連盟。1934年に国際バドミントン連盟（IBF、International Badminton Federation）として設立。2006年9月に当名称に改称された。

## 概要
本部は設立以来イギリスのチェルトナムに置かれていたが、2005年10月にマレーシアのクアラルンプールに移された。
世界規模におけるバドミントンの普及、振興、発展を目的とし、国際大会の運営・統括や、ルール改正、世界ランキングの発表などに携わっている。
2006年9月に、試合時間の短縮・安定や、選手にかかる肉体的負担の軽減、ルールの簡便化を図り、新ルールを発表した。詳しくはバドミントンの項を参照のこと。

## 主な大会
- オリンピック
- 世界バドミントン選手権大会
- 世界ジュニアバドミントン選手権大会
- 世界シニアバドミントン選手権大会
- 世界学生バドミントン選手権大会
- トマス杯 (男子国別対抗団体戦)
- ユーバー杯 (女子国別対抗団体戦)
- スディルマンカップ (男女混合国別対抗団体戦)
- BWFワールドツアー
- パラバドミントン世界選手権

## 大会のカテゴリー

### グレード1
BWFは7つの国際的なバドミントン大会と1つのパラバドミントン大会を開催している。
- オリンピック
- 世界バドミントン選手権大会
- 世界ジュニアバドミントン選手権大会
- パラバドミントン世界選手権
- トマス杯 (男子国別対抗団体戦)
- ユーバー杯 (女子国別対抗団体戦)
- スディルマンカップ (男女混合国別対抗団体戦)
- 世界シニアバドミントン選手権大会 [1]

過去に開催された大会:
- ワールドカップ
- 世界バドミントングランプリファイナルズ

### グレード2
BWFワールドツアーとして知られているグレード2の大会は、世界ランキングポイントが6段階のレベルとなっている。
- レベル1: BWFワールドツアーファイナルズ
- レベル2: BWFワールドツアースーパー1000
- レベル3: BWFワールドツアースーパー750
- レベル4: BWFワールドツアースーパー500
- レベル5: BWFワールドツアースーパー300
- レベル6: BWFツアースーパー100

2007年から2017年まで開催されていた大会:
- スーパーシリーズプレミア
- スーパーシリーズ
- グランプリゴールド
- グランプリ

### グレード3
コンチネンタルサーキットとして知られているグレード3の大会は、世界ランキングポイントが3段階のレベルとなっている。
- インターナショナルチャレンジ
- インターナショナルシリーズ
- フューチャーシリーズ

## ポイントシステム

### 2007年から2017年までのポイントシステム
| 大会                                                          | 優勝   | 準優勝 | 3/4   | 5/8   | 9/16  | 17/32 | 33/64 | 65/128 | 129/256 | 257/512 | 513/1024 |
| ------------------------------------------------------------- | ------ | ------ | ----- | ----- | ----- | ----- | ----- | ------ | ------- | ------- | -------- |
| BWFトーナメント (世界選手権 と オリンピック)1                 | 12,000 | 10,200 | 8,400 | 6,600 | 4,800 | 3,000 | 1,200 | 600    | 240     | 120     | 60       |
| スーパーシリーズマスターズファイナル スーパーシリーズプレミア | 11,000 | 9,350  | 7,700 | 6,050 | 4,320 | 2,660 | 1,060 | 520    |         |         |          |
| スーパーシリーズ                                              | 9,200  | 7,800  | 6,420 | 5,040 | 3,600 | 2,220 | 880   | 430    | 170     | 80      | 40       |
| グランプリゴールド                                            | 7,000  | 5,950  | 4,900 | 3,850 | 2,750 | 1,670 | 660   | 320    | 130     | 60      | 30       |
| グランプリ                                                    | 5,500  | 4,680  | 3,850 | 3,030 | 2,110 | 1,290 | 510   | 240    | 100     | 45      | 30       |
| インターナショナルチャレンジ                                  | 4,000  | 3,400  | 2,800 | 2,200 | 1,520 | 920   | 360   | 170    | 70      | 30      | 20       |
| インターナショナルシリーズ                                    | 2,500  | 2,130  | 1,750 | 1,370 | 920   | 550   | 210   | 100    | 40      | 20      | 10       |
| フューチャーシリーズ                                          | 1,700  | 1,420  | 1,170 | 920   | 600   | 350   | 130   | 60     | 20      | 10      | 5        |

^1 –オリンピックは3位に9,200ポイント、4位に8,400ポイント貰える。

### 2018年から2021年までのポイントシステム
| 大会                          | 優勝   | 準優勝 | 3/4    | 5/8   | 9/16  | 17/32 | 33/64 | 65/128 | 129/256 | 257/512 | 513/1024 |
| ----------------------------- | ------ | ------ | ------ | ----- | ----- | ----- | ----- | ------ | ------- | ------- | -------- |
| グレード1 – BWFトーナメント   |        |        |        |       |       |       |       |        |         |         |          |
| 世界選手権                    | 13,000 | 11,000 | 9,200  | 7,200 | 5,200 | 3,200 | 1,300 | 650    | 260     | 130     | 65       |
| オリンピック1                 | 13,000 | 11,000 | 19,200 | 7,200 | 5,200 | 3,200 | 1,300 | 650    | 260     | 130     | 65       |
| グレード2 – BWFワールドツアー |        |        |        |       |       |       |       |        |         |         |          |
| レベル1 (ファイナル)          | 12,000 | 10,200 | 8,400  | 6,600 | 4,800 | 3,000 | 1,200 | 600    | 240     | 120     | 60       |
| レベル2 (スーパー1000)        | 12,000 | 10,200 | 8,400  | 6,600 | 4,800 | 3,000 | 1,200 | 600    | 240     | 120     | 60       |
| レベル3 (スーパー750)         | 11,000 | 9,350  | 7,700  | 6,050 | 4,320 | 2,660 | 1,060 | 520    | 210     | 100     | 50       |
| レベル4 (スーパー500)         | 9,200  | 7,800  | 6,420  | 5,040 | 3,600 | 2,220 | 880   | 430    | 170     | 80      | 40       |
| レベル5 (スーパー300)         | 7,000  | 5,950  | 4,900  | 3,850 | 2,750 | 1,670 | 660   | 320    | 130     | 60      | 30       |
| レベル6 (スーパー100)         | 5,500  | 4,680  | 3,850  | 3,030 | 2,110 | 1,290 | 510   | 240    | 100     | 45      | 30       |
| グレード3                     |        |        |        |       |       |       |       |        |         |         |          |
| インターナショナルチャレンジ  | 4,000  | 3,400  | 2,800  | 2,200 | 1,520 | 920   | 360   | 170    | 70      | 30      | 20       |
| インターナショナルシリーズ    | 2,500  | 2,130  | 1,750  | 1,370 | 920   | 550   | 210   | 100    | 40      | 20      | 10       |
| フューチャーシリーズ          | 1,700  | 1,420  | 1,170  | 920   | 600   | 350   | 130   | 60     | 20      | 10      | 5        |

^1 – オリンピックは3位に10,100ポイント、4位に9,200ポイント貰える。